# Niki Drozdowski
Niki Drozdowski (* 27. Januar 1979 in Augsburg) ist ein deutscher Filmregisseur und Drehbuchautor.

## Leben
Niki Drozdowski ist Sohn des Schauspielers Georg Marin und der Maskenbildnerin Beatrix Drozdowski. Sein Großvater ist der Schriftsteller und Schauspieler Georg Drozdowski. Gefördert durch dieses Elternhaus entdeckte Drozdowski früh sein Interesse für den Film und arbeitete bereits als Schüler im Bereich der 3D-Animation. Beide Elternteile waren auch mehrfach beruflich an Filmen von Drozdowski beteiligt.
Drozdowski studierte an der Kunsthochschule für Medien Köln 3D-Animation, Postproduktion, Drehbuch und Regie. Erste Achtungserfolge als Regisseur erzielte er beim Festival Short Cuts Cologne der Kunsthochschule für Medien Köln mit zwei für den „NOAH Menschen für Tiere e.V.“ realisierten Social Spots (Boxer bzw. Stierkampf und Jogger bzw. Elfenbein). Er visualisierte darin den unfairen Kampf von Menschen gegen Tiere, indem er sie auf Sportereignisse projizierte und einen Boxer als Opfer eines Stierkampfes beziehungsweise einen Jogger als Opfer einer Treibjagd inszenierte.
Seinen bislang größten internationalen Erfolg erzielte Drozdowski 2004 mit dem auf dem NextFrame Festival Philadelphia 05 ausgezeichneten Diplomfilm Wilfried Neuss – eine Sinfonie in fünf Sätzen, der die Geschichte eines Mannes erzählt, dessen musikalischer Lebenstraum an einer Tinnituserkrankung zerbricht.
Gemeinsam mit dem Gründer von Television & More, Martin Gülzow (ehemals Freemantle TV und Endemol), war Drozdowski an der Entwicklung verschiedener Gameshow-Formate beteiligt. 2006 gründete er seine eigene Produktionsfirma CINEMA ERGO SUM, die er seit 2007 gemeinsam mit Daniel Buder führt.
2009 begannen die Dreharbeiten des Zombiefilms Extinction – The G.M.O. Chronicles, bei denen er als Produzent, Regisseur und Autor tätig war. Die Premiere des Films fand am 28. Oktober 2011 bei den Hofer Filmtagen statt.

## Filmografie

### Kurzfilme (Auswahl)
- 2003: Tierschutzspots Boxer und Jogger.
- 2004: Wilfried Neuss – eine Sinfonie in fünf Sätzen

### Dokumentarfilm (Auswahl)
- 2007: Marathon-Rallye GRAND ERG 2007
- 2007: TALKS IN EUROPE

### Spielfilm (Auswahl)
- 2011: Extinction – The G.M.O. Chronicles (als Produzent, Regisseur und Autor)

### Fernsehen (Auswahl)
- 2017: neoManiacs (Fernsehserie, Autor)

## Auszeichnungen
- 2005: „Director's Choice Award“ und „Screenwriting Award“ beim NextFrame Festival Philadelphia 05 für Wilfried Neuss – eine Sinfonie in fünf Sätzen